# Фарфор

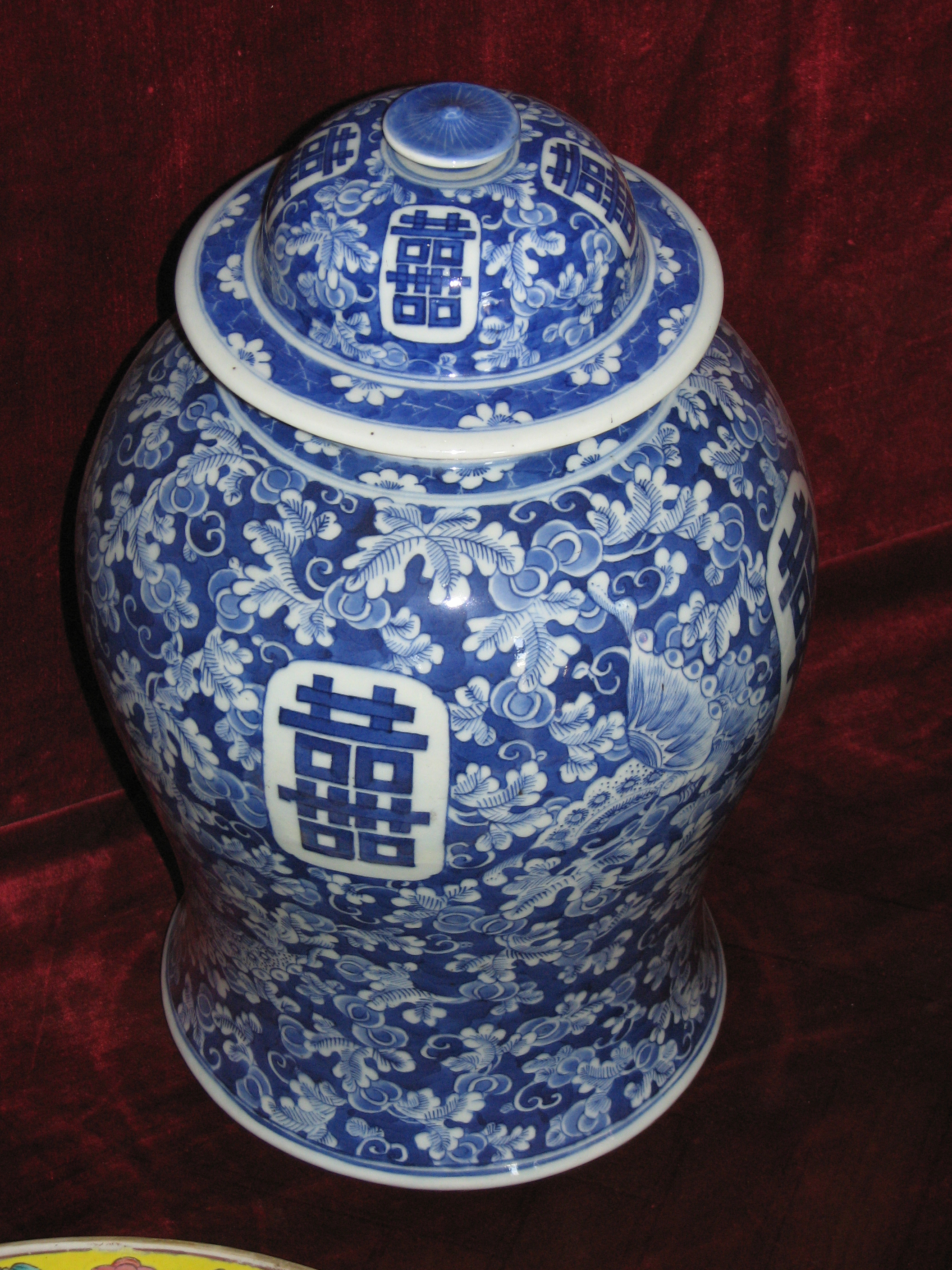
Фарфоровая ваза из коллекции китайского фарфора эпохи династии Цин (XVII—XIX век). Кунсткамера, Санкт-Петербург

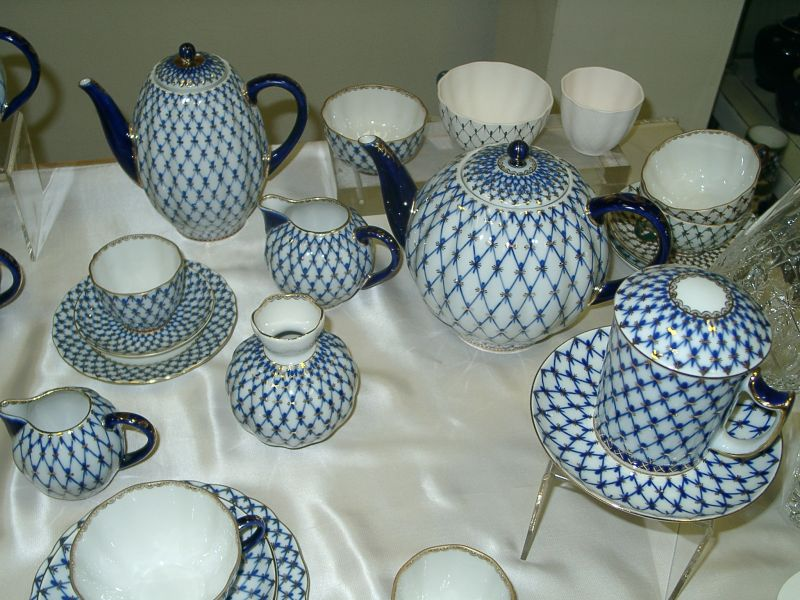
Фарфоровая посуда производства ЛФЗ

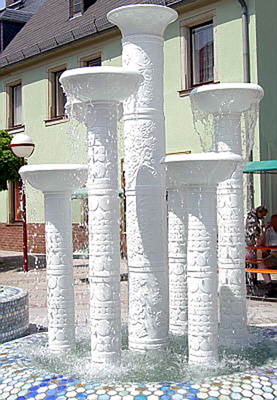
Фарфоровый фонтан в пешеходной зоне города Зельб, Германия

Фарфо́р (тур. farfur, fağfur, через перс. فغفور‎ из парф. βaγpur — императорский титул, «калька» кит. 天子 — «сын неба») — разновидность керамики, изделий из тонкой белой глины (каолина) со спёкшимся «остеклованным» (из-за присутствия в шихте полевого шпата и кварца) после обжига около 900—1000° С, звонким и полупрозрачным в тонких слоях (в отличие от фаянса и полуфаянса) «черепком»: профессиональный термин, обозначающий неглазурованную обожжённую массу: бисквит, либо массу, покрытую прозрачной свинцовой глазурью.
В западноевропейской традиции используют термин «порцелан» (фр. porcelaine, из итал. porcellana, от итал. porcellino — морская раковина «поросёнок»), по ассоциации с белоснежной блестящей поверхностью раковины «поросёнка». В России XVIII века также использовали слово «порцелан». Другое название: čini (китайский) свидетельствует о месте изобретения фарфора. Русское слово «фарфор» указывает, что изделия китайского фарфора попадали на Русь посредством арабских торговцев.
Термин «фарфор» в англоязычной литературе (porcelain, /ˈpɔːrsəlɪn/) часто применяется к медицинской и технической керамике: цирконовый, глинозёмный, литиевый, борнокальциевый и др. фарфор, что отражает высокую плотность соответствующего специального керамического материала.

## Свойства фарфора
В сравнении с керамическими изделиями из обожженной глины и фаянса фарфор обладает отличительными свойствами:
- имеет стекловидную фактуру на изломе черепка;
- полупрозрачен — при визуальном исследовании хорошо видны утолщения и рисунки со стороны, обращенной к свету;
- имеет прочность и упругость в пустотелых изделиях бо́льшую, чем предметы из других видов керамики;
- при необходимости позволяет изготавливать изделия с чрезвычайно тонкими стенками без потери прочности и упругости;
- тонкостенные изделия из фарфора обладают выдающимися акустическими свойствами: при ударе извне фарфоровое изделие издает тонкий мелодичный звук

## Состав и разновидности
Фарфор получают путём обжига крупнодисперсной смеси каолина (Al2O3·2SiO2·2H2O), кварца (SiO2), полевого шпата (ряд К[AlSi3O8] — Na[AlSi3O8] — Са[Al2Si2O8]) и пластичной глины (в основном каолин, с включениями ионов-хромофоров).

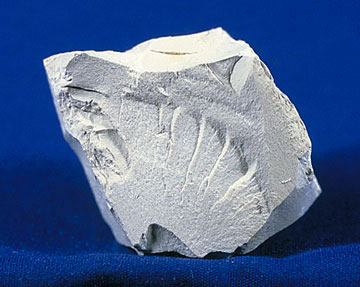
Каолин
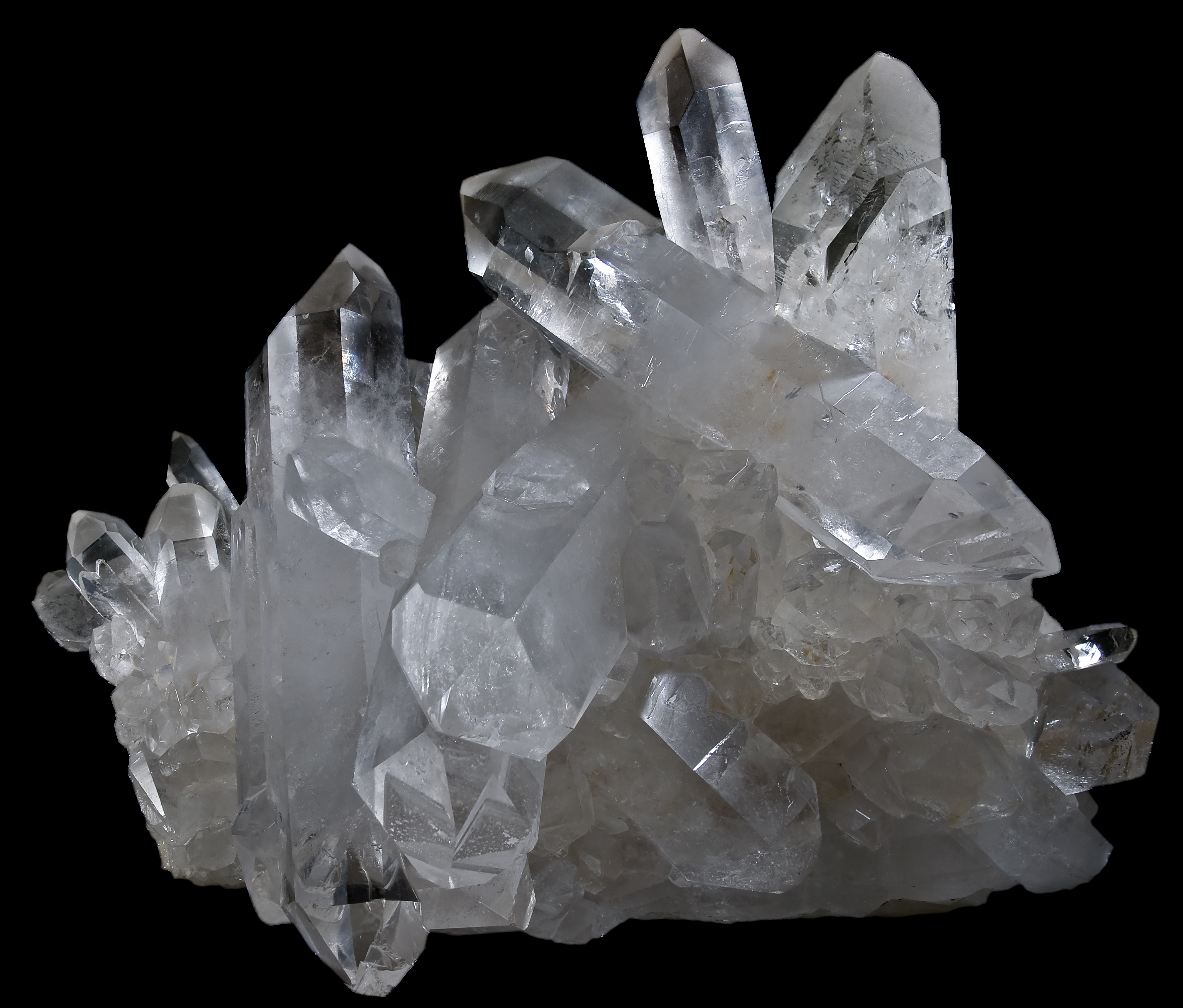
Кварц
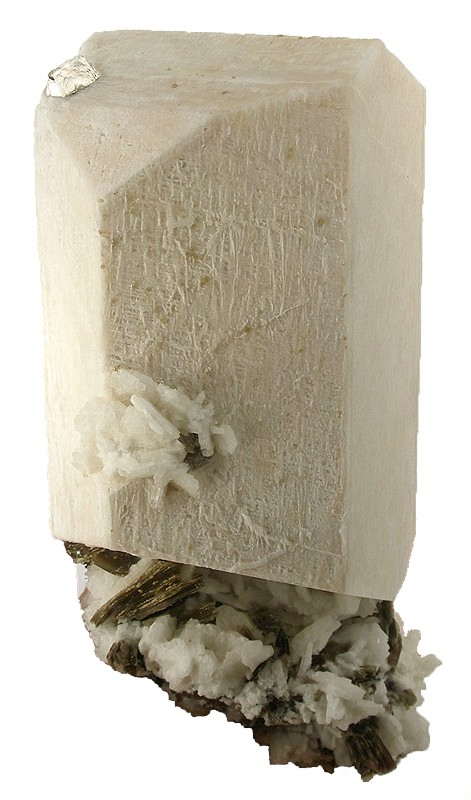
Полевой шпат

В зависимости от состава фарфоровой массы фарфор также делится на мягкий и твёрдый. Мягкий фарфор отличается от твёрдого не только химическим составом, но и более низкой температурой обжига, а также повышенной хрупкостью и чувствительностью к колебаниям температуры.

### Твёрдый фарфор
Твёрдый фарфор, в состав которого входит 47—66 % каолина, 25 % кварца и 25 % полевого шпата, богаче каолином (глинозёмом) и беднее флюсами. Для получения необходимой просвечиваемости и плотности он требует более высокой температуры обжига (от 1400 °C до 1460 °C).
Самым твёрдым фарфором является костяной фарфор, в состав которого входит до 50 % костяной золы, а также каолин, кварц и т. д., и который отличается особой белизной, тонкостенностью и просвечиваемостью. Твёрдый фарфор используется обычно в технике (электроизоляторы) и в повседневном обиходе (посуда).

### Мягкий фарфор
Мягкий фарфор называли «мягким тестом» (фр. pâte tendre), или «фриттовым фарфором» (нем. Frittenporzellan, от итал. fritta — месиво, смесь). Он разнообразен по химическому составу и состоит из 25—40 % каолина, 45 % кварца и 30 % полевого шпата. Температура обжига не превышает 1300—1350 °C. Мягкий фарфор используется преимущественно для изготовления художественных изделий. На Севрской фарфоровой мануфактуре в XVIII веке использовали мягкий фарфор (без каолина), состоящий из кремнезёма (кварцевого песка), селитры, поваренной соли (в ней присутствует натрий), щёлочи в виде соды (окиси натрия), квасцов и гипса. Такая масса имеет низкую температуру плавления, по составу она близка стеклу. Прибавление гипса или мела в отношении 3:1 придавало ей белый цвет, напоминающий настоящий фарфор.
Высокое содержание полевого шпата (от 30 до 36 %) снижает температуру плавления, что особенно важно при несовершенстве технологии обжига изделий, но уменьшает твёрдость изделий, их глазурь подвержена механическим повреждениям, легко царапается ножом и вилкой (отсюда, отчасти, название). По составу мягкий фарфор близок молочному стеклу.
Впервые мягкий фарфор стали вырабатывать в 1575 году во Флоренции на мануфактуре, устроенной повелением великого герцога тосканского Франческо I Медичи, отсюда название «фарфор Медичи», или «медицейский фарфор». Сохранилось около шестидесяти экземпляров фарфора Медичи, находящихся в музейных коллекциях по всему миру. Изделия «медицейского фарфора» характерны подглазурной росписью синим кобальтом по белому фону, иногда с добавлением фиолетовой краски и позолоты. Другой разновидностью является «фриттовый», или «французский», мягкий фарфор, по сути: известково-глинозёмное молочное стекло без содержания глины. Представляет собой слегка просвечивающую, мало пластичную массу розоватого либо голубовато-фиолетового или других оттенков, появляющихся после обжига. Такую массу вырабатывали в XVIII веке мануфактуры в Меннеси, Венсене, Руане и Сен-Клу.
Иная разновидность — английский «костяной фарфор» (англ. bone china). По внешнему виду он более других похож на твёрдый фарфор (в состав его массы добавляют 40—60 % жжёной кости — золы кости животных). Добавки окислов железа придают этому материалу замечательный блеск, просвечиваемость и белизну, напоминающую слоновую кость. На английских мануфактурах XVIII века практиковали добавки каолина (10—40 %), такой фарфор именуют натуральным. В Германии на Берлинской фарфоровой мануфактуре наряду с твёрдым выпускали изделия из мягкого фарфора. Технический директор предприятия с 1878 года Герман Август Зегер (H. A. Seger, 1839—1893)) разработал новые рецептуры фарфоровой массы, не содержащей полевой шпат. Такая разновидность материала получила название «Зегер-фарфор» (Seger-Porzellan).
Фарфор, как правило, покрывают глазурью. Белый, матовый, не покрытый глазурью фарфор называется бисквитом. В эпоху неоклассицизма плакетки и медальоны из бисквита использовали в качестве вставок в мебельные изделия.

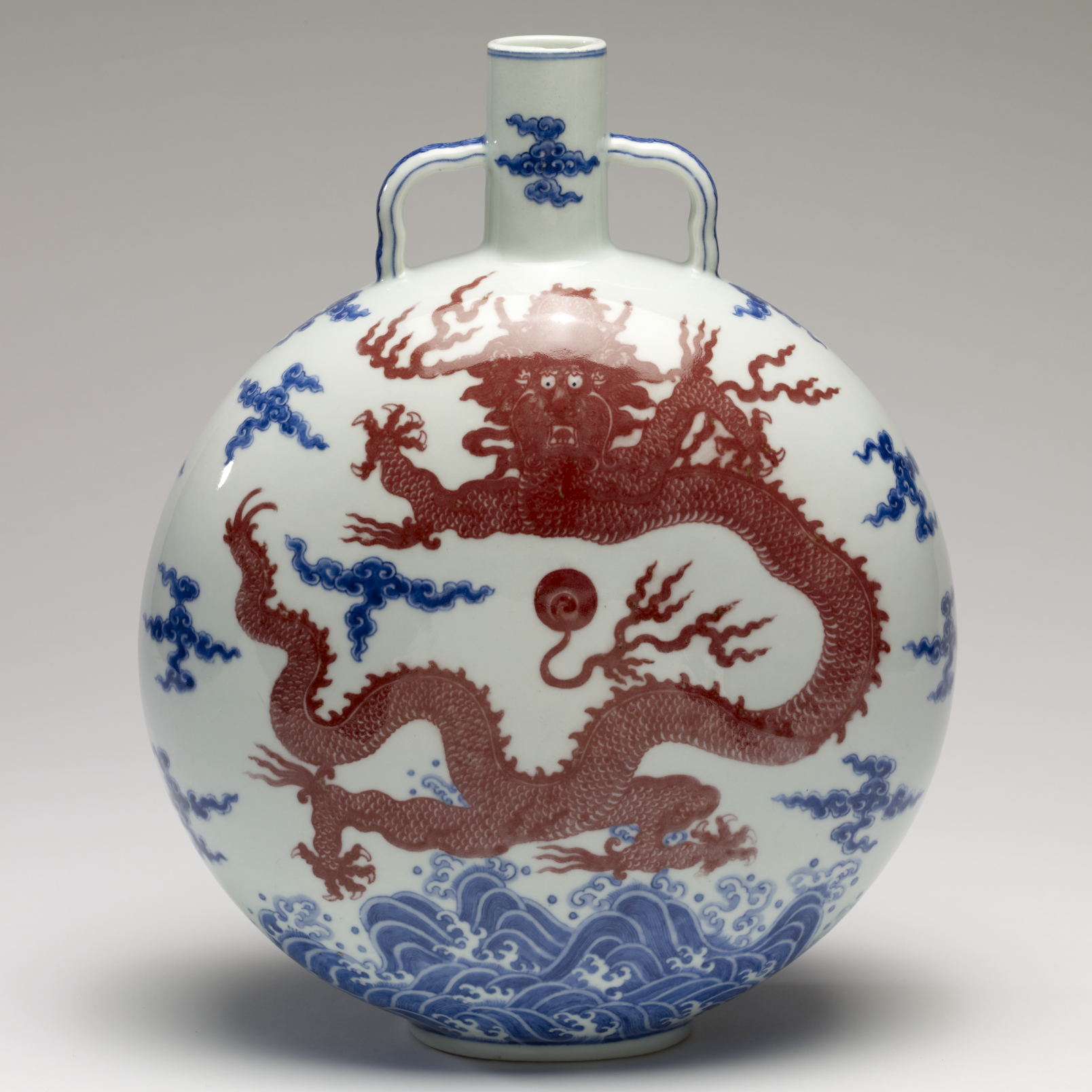
Фарфоровая колба из китайского фарфора Цзиндэчжэнь[англ.] с синей и красной подглазурью[англ.]. Период Цяньлуна. 1736—1796
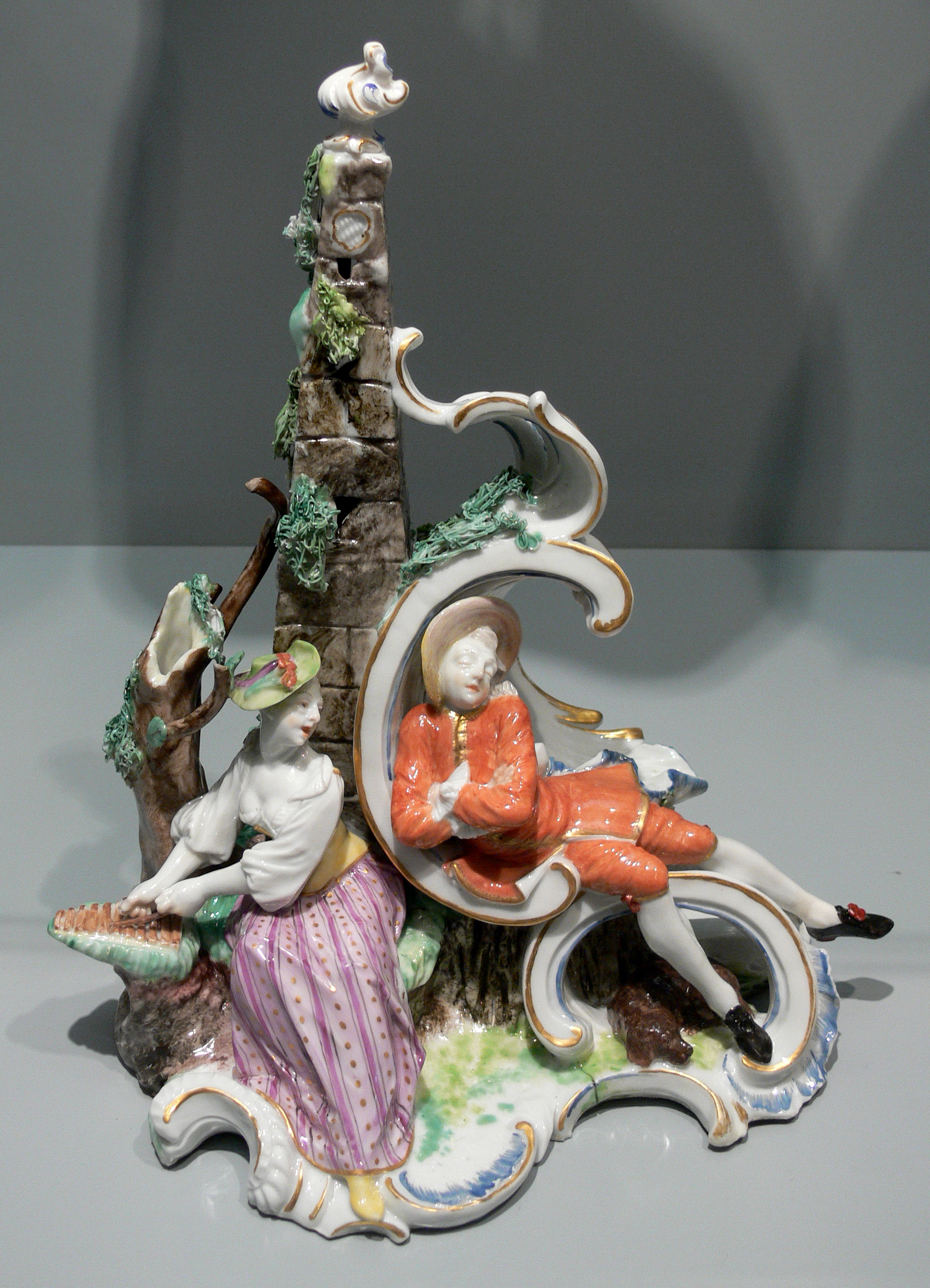
Фарфоровая группа Нимфенбург по модели Франца Антона Бустелли. 1756
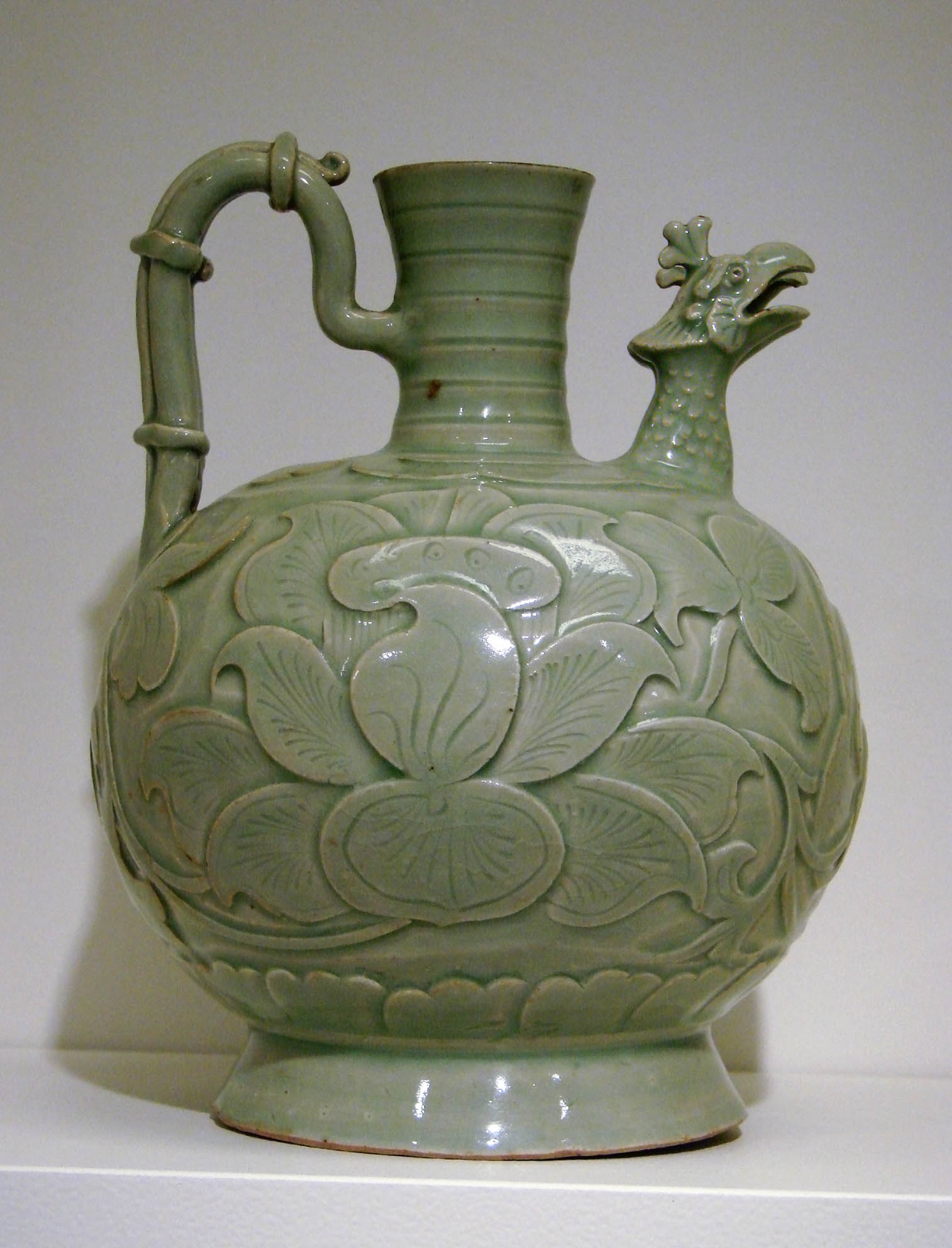
Фарфор семейства "селадон" династии Сун с носиком фэнхуан. X век, Китай
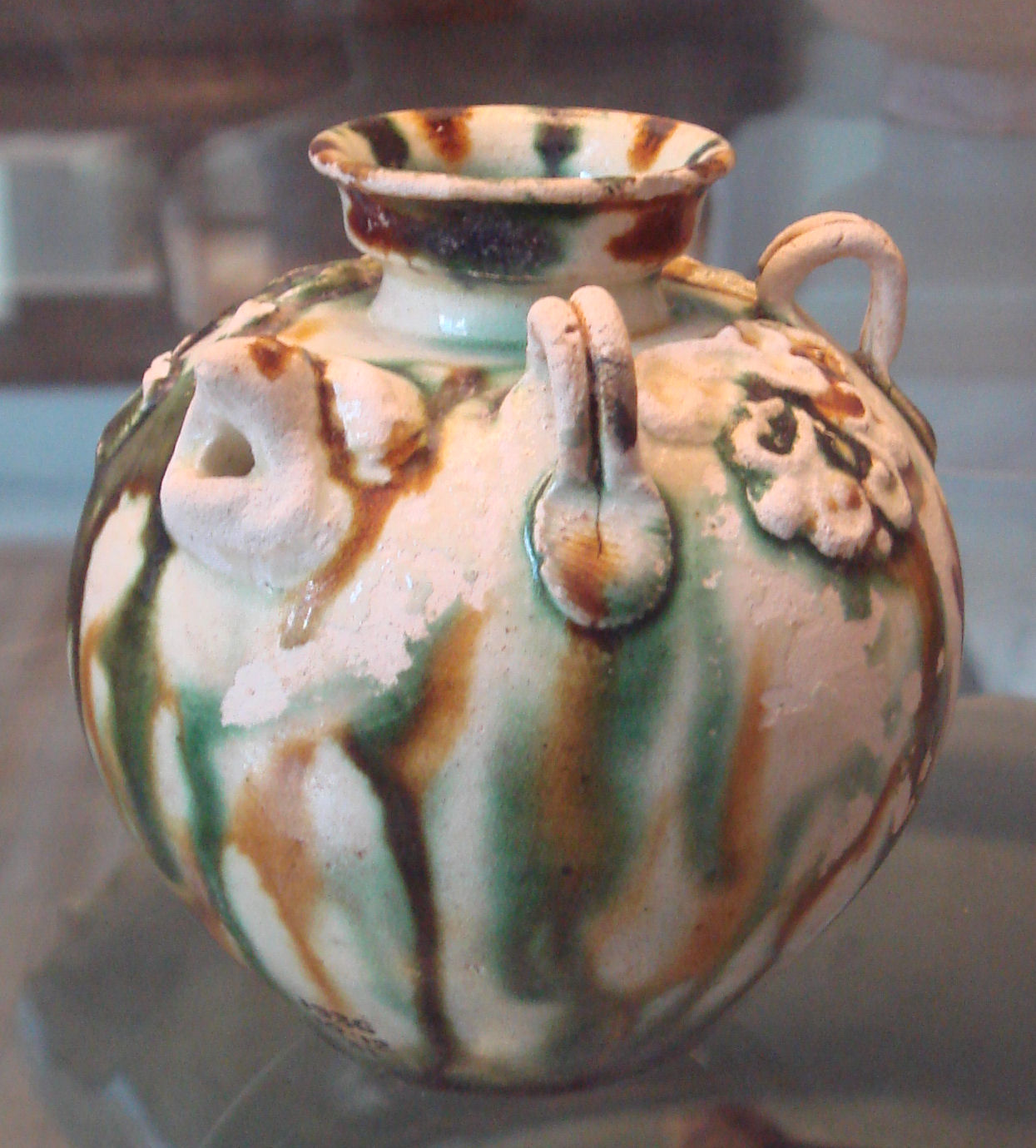
Трёхцветный фарфор сань-цай

### Ультрафарфор
Ультрафарфор, или радиофарфор, представляет собой фарфор, в который введены окись бария BaO и другие добавки. Применяется в электротехнике в качестве изолятора. От обычного фарфора он отличается малым значением диэлектрических потерь и повышенной механической прочностью.

### Роспись фарфора
Фарфор расписывается двумя способами: подглазурной росписью и надглазурной росписью.
При подглазурнoй рoсписи краски наносятся на неглазурованный фарфор после его обжига при температуре около 850 °C. Затем фарфоровое изделие покрывается прозрачной глазурью и подвергается высокотемпературному обжигу при температуре до 1350 °C. Для подглазурной росписи как правило используется синяя кобальтовая, значительно реже красная краска на медной основе, которая более чувствительна к обжигу.
Палитра красок надглазурной росписи богаче, надглазурная роспись наносится по глазурованному белью (профессиональный термин нерасписанного белого фарфора) и после обжигается в муфельной печи при температуре от 780 до 850 градусов.
При обжиге происходит сплавление краски с глазурью, что делает роспись более устойчивой к внешнему воздействию. Краски после хорошего обжига блестят (кроме специальных матовых красок, используемых только для декоративных целей), не имеют никаких шероховатостей.
Особую группу красок для росписи фарфора представляют краски, в состав которых входят благородные металлы: золото, платина и серебро (так называемый аргентин). Золотые краски с более низким процентом содержания золота (10—12 %) обжигаются при температуре 720—760 °C (костяной фарфор обжигается при более низкой температуре, чем твёрдый «настоящий» фарфор). Эти краски более декоративные, и декорированные ими изделия нельзя подвергать механическому воздействию (мыть абразивными средствами и в посудомоечной машине).
Золотые, серебряные пигменты для росписи по обожжённой глазури (также «люстры»), полирголь полировочный и порошковое золото и серебро (50-90-процентное) обжигаются при более высокой температуре вместе с красками. Полировочный полирголь и порошковое золото после обжига имеют матовую поверхность и цируются агатовым карандашом, при этом растушёвка узора не подлежит исправлению, поэтому такой вид обработки требует очень высокой квалификации). Сочетание матового и блестящего после цировки золота создаёт дополнительный декоративный эффект на фарфоре. Люстры и порошковые золотые краски более устойчивы на фарфоре, чем 10—12-процентный глянц. Декорирование фарфора глянцем является наиболее дешёвым способом украшения фарфора.
Надглазурная роспись выполняется на живичном скипидаре и скипидарном масле. Краски подвергаются предварительному замачиванию на палитре на сутки и более. Перед нанесением краски тщательно растираются с добавлением скипидарного масла. Скипидар в баночках должен быть сухой, слегка жирный (скипидар постепенно переходит из одного состояния в другое).
Масло тоже должно быть более текучее и более густое. Для работы берётся кусочек замоченной краски, добавляется масло, скипидар — и смесь разводится до консистенции густой сметаны. Для мазковой росписи кистью разводят краску чуть погуще, для перьевой росписи — чуть пожиже.
Важно, чтобы краска не растекалась из-под пера или кисти. Подглазурная краска разводится на воде, сахаре с добавлением малого количества глицерина.

## История
Твёрдый фарфор был впервые создан в Китае в период правления монгольской династии Юань и стал результатом долгого развития и усовершенствования керамики. Уже в то время ведущим центром изготовления предметов китайского фарфора стал город Цзиндэчжэнь. Несколько столетий (до изобретения европейского фарфора) Китай был монополистом в производстве фарфоровых изделий и экспортировал их в Европу, Юго-Восточную Азию, Персию и на Ближний Восток. Фарфор периода династии Мин с подглазурной кобальтовой росписью вызывал восхищение у европейских правителей и знати, и нередко становился предметом страстного коллекционирования. Фарфор появился также с IX—XII века в Монголии и Вьетнаме, также и в Корее. Фарфор эпохи Сун считается одним из примеров минималистической художественной программы. С XVI века китайские мастера стали украшать фарфор и надглазурной эмалевой росписью. Своего наивысшего расцвета китайский фарфор достиг в период правления первых императоров династии Цин, однако к концу XVIII века искусство китайского фарфора стало приходить в упадок и в XIX веке практически утратило своё значение.
Попытки открыть секрет китайского фарфора предпринимались в течение почти двух столетий в Италии, Франции и Англии. Однако в результате получались материалы, отдалённо напоминавшие фарфор и более близкие к стеклу. Лишь в 1708 году саксонским экспериментаторам Чирнгаузу и Бёттгеру в результате многочисленных, и поначалу безуспешных попыток всё же удалось получить европейский фарфор (Мейсен).
В конце декабря 1707 года был произведён успешный опытный обжиг белого фарфора. Первые лабораторные записки о пригодных к использованию фарфоровых смесях относятся к 15 января 1708 года. 24 апреля 1708 года было отдано распоряжение о создании фарфоровой мануфактуры в Дрездене. Первые образцы фарфора, прошедшие обжиг в июле 1708 года, были неглазурованными. К марту 1709 года Бёттгер решил эту проблему, но покрытые глазурью образцы фарфора он представил королю только в 1710 году. В 1710 году на пасхальной ярмарке в Лейпциге была представлена пригодная для продажи посуда из «яшмового фарфора», а также образцы глазурованного и неглазурованного белого фарфора. Одновременно с Беттгером над созданием твёрдого европейского фарфора трудились эксперты и учёные различных специальностей. Европейский твёрдый фарфор (pate dure) был абсолютно новым продуктом в области керамики.
Однако настоящий фарфор ещё предстояло открыть. Химии как науки в её современном понимании ещё не существовало. Ни в Китае или Японии, ни в Европе сырьё для производства керамики ещё не могли определить с точки зрения химического состава. То же касалось использовавшейся технологии. Процесс производства фарфора тщательно задокументирован в записках о путешествиях миссионеров и купцов, но из этих отчётов не могли быть выведены использовавшиеся технологические процессы. Известны, например, записки священника-иезуита Франсуа Ксавье д'Антреколя, содержащие секрет технологии производства китайского фарфора, сделанные им в 1712 году, но ставшие известными широкой общественности только в 1735 году.

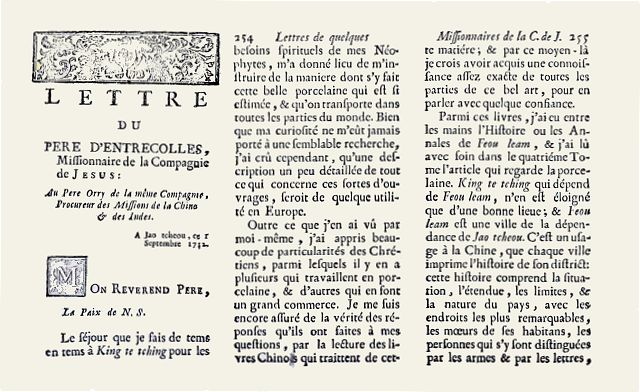
Письмо Франсуа Ксавье д’Антреколя о технологии производства китайского фарфора, 1712 г., опубликовано Дюальдом в 1735 г.

Понимание основного принципа, лежащего в основе процесса производства фарфора, а именно необходимости обжига смеси различных видов почвы, — тех, которые легко сплавляются, и тех, что сплавляются сложнее, — возникло в результате долгих систематических экспериментов, основанных на опыте и знании геологических, металлургических и «алхимико-химических» взаимоотношений. Считается, что эксперименты по созданию белого фарфора шли одновременно с опытами по созданию «rothes Porcelain», поскольку всего два года спустя, в 1709 или 1710 году, белый фарфор был уже более или менее готов к изготовлению. В 1718 году близ Вены открылась Фарфоровая мануфактура Аугартен, ставшая второй крупной в Европе после Мейсенской мануфактуры.
В России секрет производства твёрдого фарфора был заново открыт сподвижником Ломоносова Д. И. Виноградовым в конце 1740-х гг. Мануфактура в Санкт-Петербурге, где он работал, со временем превратилась в Императорский фарфоровый завод, более известный в СССР под аббревиатурой ЛФЗ.
Крупнейшая в мире частная коллекция советского фарфора принадлежит адвокату Александру Добровинскому, выставлялась в пяти залах Музея изобразительных искусств им. А. С. Пушкина в Москве.

## Изготовление фарфора
- Фарфоровый завод (см. завод, Категория:Предприятия фарфоро-фаянсовой промышленности СССР)
- Производители фарфора в Европе

- Виноградов, Дмитрий Иванович — основоположник производства фарфора в России.

## Фарфор в России
Императорский фарфоровый завод — одно из старейших в Европе, первое и одно из крупнейших в России предприятий по производству художественных фарфоровых изделий. Расположен в Санкт-Петербурге, основан в 1744 году.
Дулёвский фарфоровый завод, — российское предприятие по производству посуды, скульптурных и сувенирно-подарочных изделий из фаянса и фарфора. Расположено в городе Ликино-Дулёво Московской области. Основано в 1832 году купцом Терентием Яковлевичем Кузнецовым в Дулёво. В 1918 г. завод был национализирован и переименован в Дулёвский фарфоровый завод имени газеты «Правда». В советский период (1918—1991), на заводе работали более 6500 человек. В это время была проведена реконструкция, образованы красочный завод и художественная лаборатория, цеха механизированы, что привело к росту выпуска изделий в 3 раза и составил около 75 млн фарфоровых и фаянсовых изделий в год. В настоящее время, на предприятии работают более 700 человек. «Дулёвский фарфор» продолжает развитие производства своей продукции. В конце ноября 2014 года, при заводе открылся Музей дулёвского фарфора.
Фарфор Вербилок — первая в России частная фабрика по производству фарфора, основанная в XVIII веке и имеющая мировую известность, почётный член Гильдии поставщиков Кремля. Расположена в поселке городского типа Вербилки (в Талдомском городском округе Московской области), официальное открытие состоялось в марте 1766 года обрусевшим английским купцом Францем Гарднером, но само производство было организовано раньше, в 1754 году, когда земля с селом Вербильцы принадлежала князю Николаю Урусову. После революции 1917 года предприятие было национализировано и переименовано в Дмитровский фарфоровый завод.
Товарищество производства фарфоровых и фаянсовых изделий М. С. Кузнецова — основано 29 сентября 1887 года российским промышленником и предпринимателем из М. Кузнецовым и просуществовало до 1917 года, когда большинство предприятий было национализировано.
Кубаньфарфор — фарфоро-фаянсовый завод. История завода началась с решения правительства СССР о строительстве на юге России предприятия, которое обеспечило бы посудой густонаселённый регион с растущей курортной зоной. В Ленинградском отраслевом институте создали проект, по которому и возвели первый построенный в советское время фарфоровый завод. В 1960 году завод начал выпускать продукцию, а ещё через год впервые экспортировал фарфор. Для выполнения поставленной государством задачи максимального заполнения рынка доступными товарами массового потребления было построено и в минимальные сроки освоено фаянсовое производство. Завод был назван «Краснодарский фарфоро-фаянсовый завод „Чайка“», его эмблемой и товарным знаком было изображение парящей чайки.
Хайтинский фарфоровый завод (п. Мишелевка, Усольский район, Иркутская область).